# Anzai Tatsuya
Anzai Tatsuya (sinh ngày 9 tháng 5 năm 1996) là một cầu thủ bóng đá người Nhật Bản.

## Sự nghiệp câu lạc bộ
Anzai Tatsuya hiện đang chơi cho Tokyo Verdy.